# Florencio Gil Pachón
Florencio Gil Pachón (Villavicencio de los Caballeros, 1945) es un sindicalista y político español. 

## Biografía
Se estableció en Cataluña en 1967 y vivió en Badalona y San Adrián de Besós; trabajó en Hispano Olivetti como mecánico especialista y se afilió a la UGT en 1975. Fue secretario de la Unión Comarcal de Barcelona y secretario de organización de UGT de Cataluña. En 1980 también se afilió al PSC y ha sido representante de UGT en el Consejo de la Administración de Transportes de Barcelona. Fue elegido diputado en las elecciones al Parlamento de Cataluña de 1984 (puesto 21 en la lista) y en las de 1988 (puesto 18 en la lista) por Barcelona, abandonando su escaño en una carta dirigida a Raimon Obiols el 21 de marzo de 1989 "por considerar que el Gobierno se ha mantenido insensible a las reivindicaciones sindicales tras la huelga general del 14 de diciembre"; siendo substituido por Antonio Noguer.